# Home d'Urfa
L'home d'Urfa, també conegut com el gegant de Balıklıgöl, és una antiquíssima estàtua antropomorfa trobada en les excavacions de Balıklıgöl prop d'Urfa, a l'àrea geogràfica de la Mesopotàmia superior, al sud-est de la moderna Turquia. Està datat de cap al 9000 ae durant el Neolític preceràmic, i és, de moment, "l'escultura humana naturalista de gran grandària més antiga". És contemporània d'altres llocs destacats com Göbekli Tepe (neolític preceràmic A,B) i Nevalı Çori (neolític preceràmic B).

## Descobriment
Trobaren l'estàtua durant un treball de construcció, i la seua ubicació exacta no s'ha registrat correctament, però deu procedir del proper jaciment neolític preceràmic d'Urfa Yeni-Yol. No és lluny d'altres coneguts assentaments neolítics preceràmics dels voltants d'Urfa: Göbekli Tepe (a 10 km), i Gürcütepe. El descobriren al 1993 al carrer Yeni Yol de Balıklıgöl, a la mateixa ubicació on s'ha investigat des de 1997 un assentament neolític preceràmic.
L'estàtua fa 1,80 m d'alçada. Els ulls estan representats per dos forats fondos, en què s'incrustaren fragments d'obsidiana negra. Presenta un relleu en forma de V que el mateix pot representar el coll d'una peça que un collaret. Les mans estan unides davant, sostenint els genitals. La part inferior és simplement una prolongació en O, que originàriament estaria ficada en un nínxol excavat per mantenir-la dreta. Sembla no tenir boca, però amb certa llum incidint-ne a la superfície s'aprecia el rastre d'una boca oberta mostrant dents esmolades. L'estàtua data del 9.000 ae, i sovint es designa com l'estàtua conservada més antiga del món.

## Context
Abans de l'home d'Urfa, s'havien recuperat del Paleolític superior moltes estatuetes petites com l'humà Lleó (c. 40000 ae), la Venus de Dolní Věstonice (c. 30.000 ae), la Venus de Willendorf (c. 25.000 ae) o la realista Venus de Brassempouy (c. 25.000 ae).
Lleugerament posteriors a l'home d'Urfa, altres estàtues antropomòrfiques del Neolític preceràmic es coneixen al Xam, com les estàtues d'Ain Ghazal.

## Detalls

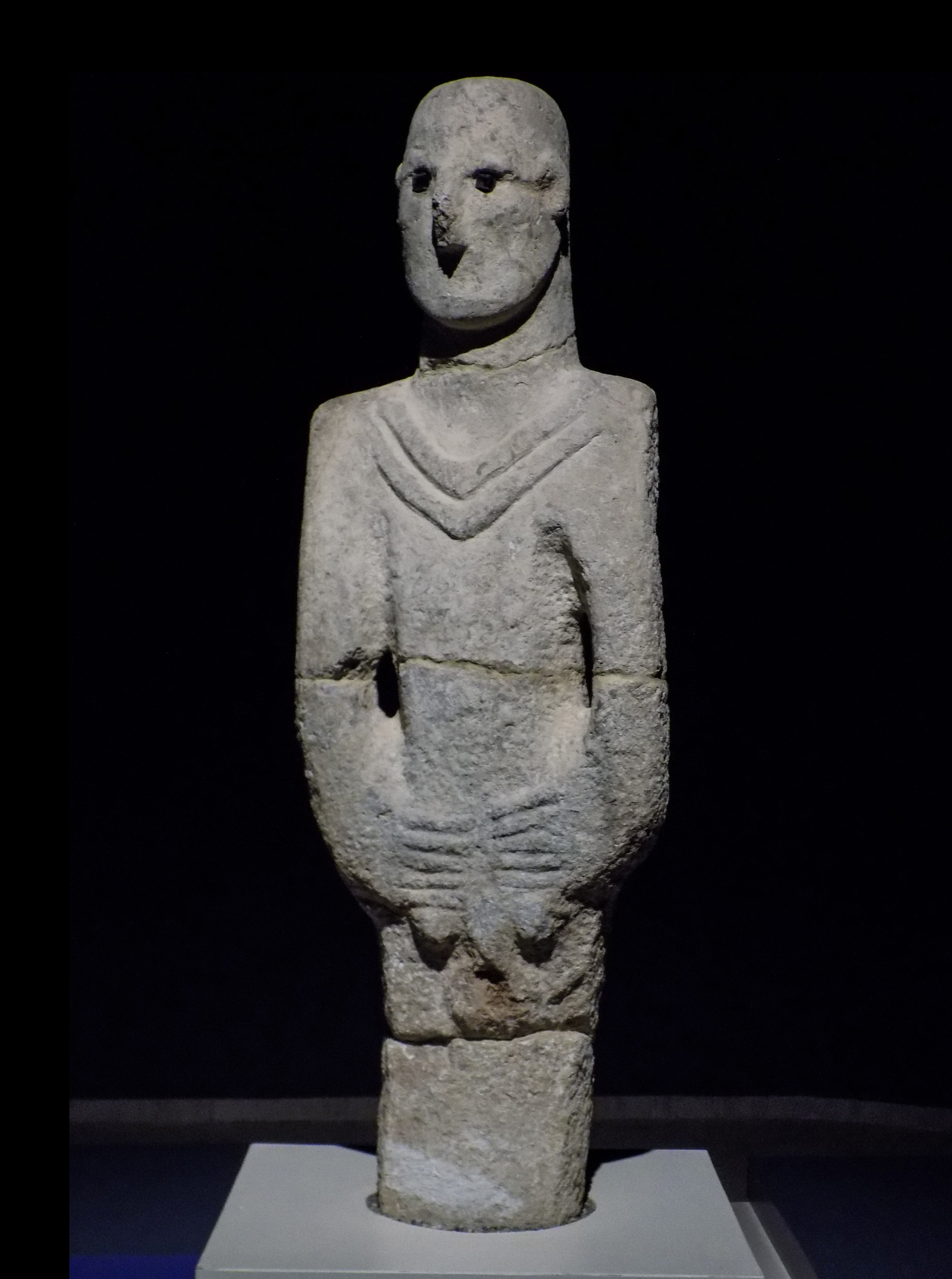
L'estàtua en exhibició
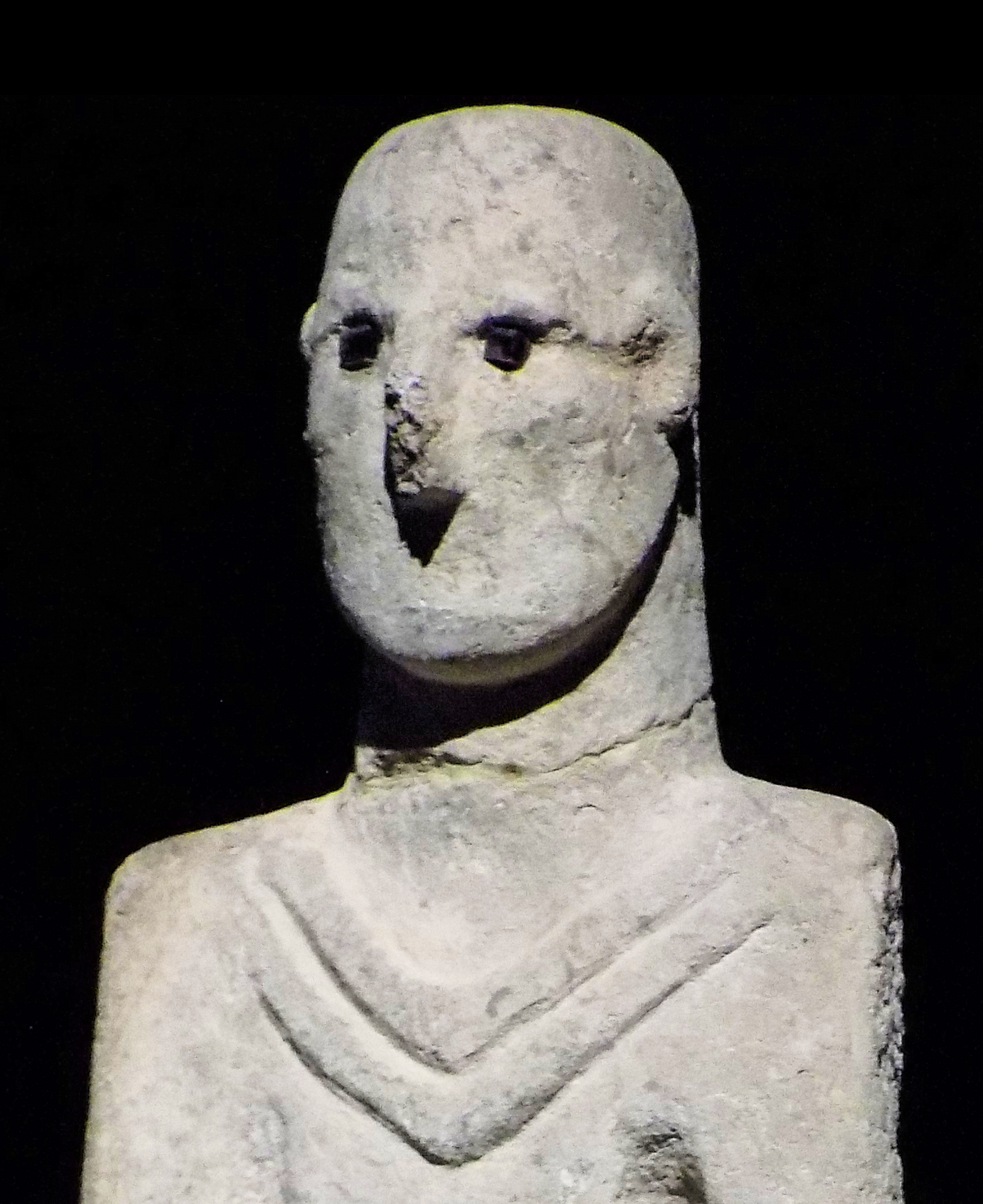
Home d'Urfa, amb pedres d'obsidiana per ulls